# Torre Annunziata
Torre Annunziata város (közigazgatásilag comune) Olaszország Campania régiójában, A város az egykori Oplontis nevű, a Vezúv által 79-ben elpusztított római település helyén épült ki. Legfőbb turisztikai vonzereje a római kori Villa Poppaea, amelyet Pompeii és Herculaneum régészeti leleteivel közösen az UNESCO 1997-ben a világörökség részévé nyilvánított.

## Fekvése
A Nápolyi-öböl partján, a Vezúv lábainál fekszik. Határai: Boscoreale, Boscotrecase, Castellammare di Stabia, Pompei, Torre del Greco és Trecase.

## Története
A 19. század elején talált római villaromokból arra következtettek, hogy már a rómaiak idején állt valamely település. A hagyomány szerint a 14. század elején emelt Annunziata (Angyali Üdvözlet) kápolna különböző előjogokat nyert az Anjou-királyoktól, úgyhogy sokan telepedtek meg körülötte. A helység felvirágzott. Száz év múlva már védeni kellett a várost, ezért a kápolna mellé hatalmas tornyot, torrét építettek és megszületett a város mai neve. Már a 18. században kezdett ipari várossá fejlődni, amikor a Bourbonok fegyvergyárat létesítettek itt. Kikötőjének forgalmát éppen a városban levő ipari létesítmények biztosítják. Termálfürdőjének keletkezését annak köszönheti, hogy a város egyik polgára a 19. század elején a tengerparton – ókori emlékek után kutatva – ráakadt a régi római fürdő romjaira, amelyet már akkor is forrásvíz táplált. Ezt építették ki ivócsarnokká, fürdőteleppé. A város egykor jelentős vasipari és élelmiszeripari központ volt, ma elsősorban a hajógyártás és a gyógyszeripar adják gazdaságának nagy részét.

### Oplontis
Oplontisról egyedül a Tabula Peutingeriana, egy Augustus császár korából származó római térkép középkori másolata tesz említést. A térkép a tengerparti várost három mérföld távolságra ábrázolja Pompeiitől és hat mérföldre Herculaneumtól. A várost ábrázoló szimbólum többféleképpen értelmezhető: thermát (amelyet 1831-ben fedeztek fel Oncino mellett) vagy akár villát (Villa Poppea, amelyet Mascatelle negyed mellett találtak) is ábrázolhat. A távolságokat vizsgálva, azonban valószínűbb, hogy Oncino termáinak romjairól van szó.
A Vezúv 79-es kitörése előtt, majd a későbbi századokban is, Pompeii és Herculaneum partjain számos villa épült a helyi arisztokrácia számára. Ezt Sztrabón írásaiból is tudjuk, aki úgy írta le a Misenum és Sorrento közötti partszakaszt, mint egy egységes várost. Oplontis valószínűleg egy főleg lakóházakból álló település lehetett rengeteg villával, termával és kereskedelmi épülettel.
A város nevének jelentését többféleképpen eredeztetik:
- latin eredetű megnevezés: opulentia (jelentése: gazdag, vagyonos), opla (jelentése: halászfalu), populus (pioppio vagy pioppeto, jelentése: nép)
- görög eredetű megnevezés: hoplon (jelentése: hopliták falva), apopolotes (jelentése: elpusztított város)

### Az ásatások története
Az első ásatásokat az A-villa (Villa Poppaea) helyén a 18. században kezdték el, amikor a Sarno folyó kiépítésekor véletlenül rábukkantak a romokra. A kezdetben földalatti ásatásokat Francesco La Vega, katonai építész végezte, de hamarosan fel kellett hagynia a munkával a rothadt levegő miatt. 1839-ben nyitották meg az ásatásokat, ezúttal a felszínen. Először a perisztülion és a szolgák lakásait tárták fel, majd később az udvart és a szökőkutat. 1840-ben pénzhiány miatt felfüggesztették az ásatásokat. A néhány kisebb ásatást kivéve, a munkálatokat csak 1964-ben indították újra. 1974-ben az A-villától (Villa Poppaea) 250 m-re, egy iskola építése során megtalálták a B-villa (Villa Crassius Tertius) romjait. Az ásatások még napjainkban is tartanak. Az ásatási terület bővítését a sűrűn beépített környezet akadályozza.

### Villa Poppaea
A villa egy hatalmas római-kori építmény, amely ma 10 méterrel a tengerszint alatt fekszik. Nero tulajdona volt, akinek második felesége Poppaea Sabina használta, amikor nem tartózkodott Rómában. A régészeti leletek alapján tudni lehet, hogy a Vezúv 79-es kitörése során senki nem tartózkodott az épületben, valamint éppen újjáépítés alatt volt valószínűleg a 62-es földrengés által okozott károk rendbehozatala végett.
A falakat díszítő freskók rendkívül jó állapotban maradtak fent. Az épület teteje is majdnem teljesen épen maradt, hozzájárulva ezzel a belső falak védelméhez. A freskók az ún. második Pompeji korszak stílusában készültek. Az udvart egy 60 m hosszú és 15 m széles medence díszítette, valamint 45 szobor.

## Népesség
A népesség számának alakulása:

## Főbb látnivalói
- régészeti feltárások:
  - Villa Poppea
  - Villa di Lucio Crasso Tertius
  - Villa di Caio Siculi 
  - thermák
- Santuario Santa Maria della Neve-templom
- Santuario dello Spirito Santo-templom
- Santi Giuseppe e Teresa-templom